# Mesovorm
Een mesovorm of meso-isomeer is een stereo-isomeer van een chemische stof die niet optisch actief of achiraal is hoewel deze wel over chirale centra beschikt. Een mesovorm is superponeerbaar (gelijk aan) met zijn spiegelbeeld en bezit een symmetrievlak.
Een klassiek voorbeeld is wijnsteenzuur, dit heeft twee asymmetrische koolstofatomen en heeft dus maximaal vier verschillende stereo-isomeren. Het blijkt echter dat er in werkelijkheid maar drie zijn: linksdraaiend (S,S)-(−)-wijnsteenzuur, rechtsdraaiend (R,R)-(+)-wijnsteenzuur en de niet-actieve mesovorm die de (R,S)- of (S,R)-configuratie heeft.
(R,S)- of (S,R)-wijnsteenzuur zijn equivalent omdat de twee asymmetrische centra aan dezelfde groepen gebonden zijn, wat maakt dat deze vorm gelijk is aan zijn spiegelbeeld en een intern symmetrievlak bezit. De (R,R)- en (S,S)-varianten zijn wel spiegelbeelden (enantiomeren) van elkaar, en zijn beiden diastereomeren van de mesovorm. Volgende figuur toont de drie isomeren, en toont het spiegelvlak binnen meso-wijnsteenzuur.
Zoals al vermeld kan een molecule met chirale centra toch achiraal zijn als aan deze chirale centra dezelfde groepen gebonden zijn, waardoor een mesovorm mogelijk is. Uiteraard is dit fenomeen niet beperkt tot ketenstructuren, cyclische moleculen als 1,2-dimethylcyclopropaan hebben ook een mesovorm. Het trans-isomeer is chiraal en kent twee enantiomeren, het cis-isomeer is de mesovorm (zie het lemma over de molecule voor meer informatie).